# Küre
Küre là một huyện thuộc tỉnh Kastamonu, Thổ Nhĩ Kỳ. Huyện có diện tích 541 km² và dân số thời điểm năm 2007 là 7766 người, mật độ 14 người/km².